# Tétrahydrocannabinol
Pour les articles homonymes, voir THC (homonymie) et Delta 9.
Le Δ-9-tétrahydrocannabinol (THC) est un composé organique de la famille des cannabinoïdes. Il a été découvert et isolé en 1964 par le professeur Raphael Mechoulam et Yechiel Gaoni de l’institut Weizmann de Rehovot, en Israël. Il est le constituant psychoactif majeur du cannabis quelle que soit sa sous-espèce : indica, sativa, ruderalis, chanvre industriel. Son taux varie d'un facteur 100 selon qu'il s'agit de chanvre industriel (très faiblement dosé) ou de cannabis récréatif ou médicinal (plus fortement dosés). Il modifie le rythme cérébral et possède des propriétés psychoactives (agissant sur le psychisme). Il possède également des propriétés anti-inflammatoires et antalgiques.
Il est présent dans deux médicaments : le Dronabinol (nom générique issu de la Dénomination Commune Internationale) et le Sativex (utilisé pour atténuer les douleurs liées à la sclérose en plaques).
Il est classé comme substance psychotrope depuis 1971 par l'ONU, et est interdit en France depuis 1970 et dans de nombreux autres pays.

## Pharmacologie

### Propriétés de la molécule, présence dans l'organisme
Il s'agit d'une molécule fragile, objet d'un débat au sujet de son appartenance aux alcaloïdes, en raison de l'absence d'atome d'azote dans la molécule. Il pourrait donc être considéré comme un pseudoalcaloïde. Le docteur C. Piller a découvert qu'il était thermolabile et oxydable, s'isomérisant aisément en delta-8-THC (légèrement moins actif), ou se transformant en cannabinol (faiblement psychoactif et anti-inflammatoire) ou en cannabidiol (non-psychotrope et anti-inflammatoire).
Il a une hydrosolubilité nulle mais une bonne solubilité dans la plupart des solvants organiques tels l'éthanol ou l'hexane ainsi que les matières grasses telles les huiles ou le beurre. C'est une molécule très liposoluble qui franchit la barrière hémato-encéphalique et s'accumule dans les graisses. Il peut être davantage concentré dans le sang du fœtus que dans celui de la mère. Sa présence peut être constatée dans l'organisme plusieurs jours voire plusieurs semaines après ingestion ou autre mode de consommation lors de tests salivaires et la psycho-activité pourrait revenir lorsqu'un régime agissant sur les graisses est entrepris.
Le tétrahydrocannabinol se fixe sur les récepteurs CB1 et CB2.
Il existe aussi des formes synthétiques du THC tels que le Marinol, le Syndros ou des analogues (molécules proches) comme le Nabilone. Ces produits pharmaceutiques sont généralement peu psychoactifs. Il est approuvé dans de plus en plus de pharmacopées (DAB, USP…) pour diverses indications, comme les troubles de l'appétit, certains glaucomes, sédation, traitement des douleurs chroniques (ex. : complications liées aux troubles de l'immunité). Il est principalement utilisé contre les vomissements et les nausées chez les patients atteints de cancer pour atténuer les effets secondaires de la chimiothérapie. Il est aussi utilisé pour augmenter l'appétit chez les malades atteints du SIDA.
Il n'est pas commercialisé en France. Il est disponible en France en passant par un centre antidouleur, pour traiter des douleurs résistant à d'autres médicaments. En France, le Marinol ne doit pas être confondu avec son homonyme (sirop buvable vendu en pharmacie), apport de sels minéraux et oligoéléments en solution dans l'eau de mer. En Belgique et en Suisse la spécialité Sativex est disponible sous certaines conditions.

### Élimination du THC
La demi-vie du THC est en moyenne de 4,3 jours. Huestis et coll. (1998) ont analysé les urines de sujets ayant fumé un « joint » contenant 1,75 % ou 3,55 % de D9-THC pendant 14 jours, et ont calculé que la demi-vie d’élimination était comprise dans ces conditions entre 44 et 60 heures. Selon la définition de la demi-vie, on élimine la moitié du produit consommé pendant n heures, puis pendant le même temps, la moitié de la moitié restante (et non pas la moitié restante), et ainsi de suite. Le temps total d'élimination est donc long, et le repérage du produit dans l'organisme dépend de la sensibilité des dispositifs utilisés. La vitesse d’élimination des cannabinoïdes est très variable d’un sujet à l’autre : elle dépend de nombreux paramètres. Outre les quantités consommées, parmi ces paramètres figure la corpulence, car le THC est lipophile. L'élimination progressive se fait par voies rénale (15 à 30 %), sudorale, et fécale (30 à 65 %). Enfin, il faut aussi distinguer le mode d'administration du THC. Ainsi, l’élimination plasmatique des cannabinoïdes oraux (Sativex) est biphasique, avec une demi-vie initiale d’environ quatre heures, et des demi-vies d’élimination terminales de l’ordre de 24 à 36 heures, voire plus longues.

### Effets sur les tumeurs cancéreuses
Une étude de 2000 (portant sur deux groupes de sept et six souris respectivement) suggère que le THC pourrait avoir un effet inhibiteur sur la réponse immunitaire des lymphocytes T sur les cellules tumorales, toutefois les conclusions de l'article sur l'effet potentiellement aggravant de l'évolution des cellules tumorales ne semblent pas corroborées par des études ultérieures.
Selon une étude de 2009, il permettrait de réduire la taille des tumeurs cancéreuses (par autophagie).

### Propriétés analgésiques
Médicalement, le THC possède des propriétés analgésiques et thérapeutiques, sans effets secondaires à moyen terme. Il est souvent prescrit sous forme de teinture mère de chanvre. En Suisse, c'est le plus souvent le Sativex (pulvérisateur buccal) qui est prescrit malgré son coût élevé : 646,60 CHF le 9 août 2014 à Genève pour une boîte de 3 pulvérisateurs buccaux de 10 ml chacun, permettant environ 72 pulvérisations buccales avec un maximum de 12 par jour.
À noter qu'en France en décembre 2015, bien que le Sativex ait obtenu son autorisation de mise sur le marché en janvier 2014, il n'est toujours pas commercialisé, en raison d’un désaccord entre le fabricant et le gouvernement au sujet du prix de vente.

### Effets psychoactifs
Les recherches visant à isoler les propriétés psychoactives ont aussi amené à découvrir des analogues parfois 100 à 1 000 fois plus actifs que le THC naturel (le THC-V, par exemple). Et les recherches à propos du rôle des endocannabinoïdes sont encore en cours, laissant supposer la découverte d'autres récepteurs cannabinoïdes et d'autres endocannabinoïdes.

### Toxicité
La dose létale médiane du THC chez le rat a été estimée à 20 mg kg−1 par voie intraveineuse et à 1 140 mg kg−1 par voie orale. La femelle supporte oralement une dose deux fois moindre que le mâle. Cette étude de 1971 n’est pas parvenue à trouver une dose suffisamment élevée pour être létale chez le singe et le chien par voie orale, mais a été estimée, en cas d’injection intraveineuse, à 100 mg kg−1 chez le chien et entre 15,6 mg kg−1 et 62,5 mg kg−1 chez le singe (selon la concentration de la solution injectée). La mort par overdose de cannabis n’est donc pas possible pour l’humain.
La toxicité du THC se manifeste en revanche par d'autres moyens, et notamment chez le rat par une dépression du système nerveux central qui n’est plus réversible lorsque la dose létale est atteinte.
Une étude de 2016 synthétise qu'une exposition au THC à forte dose peut entrainer des dommages génétiques et par extension des cancers. Ces dommages peuvent être héréditaires. En 2021, une étude américaine confirme que la consommation de cannabis augmente l'incidence de plusieurs cancers, à cause de sa génotoxicité.

## THC et cannabis

### Dosage, impact du mode de consommation et stockage
La dose active est extrêmement variable d'un individu à l'autre et en fonction du mode de consommation.
Il est essentiellement fumé (ce qui détruit ou isomérise une fraction significative du produit actif), parfois ingéré. Lorsqu'il l'est, le 11-hydroxy-THC, son métabolite principal et psychoactif, est présent en quantités significativement plus grande, ce qui provoque une expérience psychotrope différente et bien plus longue. Il peut également être vaporisé.
Comme il s'oxyde rapidement, la conservation du cannabis sous forme d'herbe nécessite un séchage complet et soigneux. La résine est plus stable dans la mesure où le THC est mieux protégé de l'oxygène et de l'humidité du fait de sa structure dense.

## Règlementation

### Classement comme substance psychotrope
Le Δ-9-tétrahydrocannabinol est placé sous contrôle international, étant présent dans la Liste II de la Convention sur les substances psychotropes de 1971. Les autres isomères du tetrahydrocannabinol (delta-6a(10a)-THC, delta-6a(7)-THC, delta-7-THC, delta-8-THC, delta-10-THC et delta-9(11)-THC) sont inscrits à un niveau plus strict (Liste I).
En Europe, la réglementation encadrant les produits issus du chanvre industriel est définie par la législation de l'Union européenne ainsi que par les lois nationales. Depuis le 1er janvier 2023, le règlement (UE) 2021/2115 a relevé le taux maximal autorisé de tétrahydrocannabinol (THC) dans les variétés de chanvre cultivées à des fins industrielles ou commerciales, passant de 0,2 % à 0,3 % sur matière sèche.
Cette harmonisation facilite la commercialisation de produits contenant du cannabidiol (CBD), à condition que la teneur en THC demeure en dessous de cette limite. Cependant, certains pays membres appliquent encore des seuils nationaux plus stricts.
De nombreuses boutiques en ligne et commerces spécialisés proposent désormais des produits à base de CBD conformes à la réglementation, tels que des huiles, infusions, cosmétiques, ou encore des comestibles (par exemple des bonbons ou space cakes) contenant du THC en quantités infimes et légales. Bien que ces produits soient conformes à la législation, une consommation modérée est recommandée, notamment en raison de la biodisponibilité accrue du THC par voie orale.

### Taux maximal de THC autorisé par pays en Europe
| Pays      | Taux maximal de THC | Remarques                                                                    |
| --------- | ------------------- | ---------------------------------------------------------------------------- |
| Allemagne | 0,3 %               | Aligné sur le seuil européen                                                 |
| France    | 0,3 %               | Relevé en 2022, mais uniquement pour les variétés autorisées                 |
| Italie    | 0,6 %               | Plus permissif que le seuil européen                                         |
| Pays-Bas  | 0,2 %               | Légal pour le chanvre industriel ; tolérance différente pour usage récréatif |
| Suisse    | 1,0 %               | Non membre de l’UE ; cadre plus souple                                       |
| Belgique  | 0,3 %               | Alignement progressif sur l’UE                                               |
| Espagne   | 0,3 %               | Conforme au règlement (UE) 2021/2115                                         |
| Autriche  | 0,3 %               | Réglementation harmonisée avec l’UE                                          |
| Pologne   | 0,3 %               | Application stricte du seuil européen                                        |

Les données peuvent varier selon l’usage prévu (industriel, médical, alimentaire). Il est recommandé de consulter la législation nationale en vigueur.

### Monographies inscrites à la Pharmacopée
Le Δ-9-tétrahydrocannabinol est inscrit à la pharmacopée des États-Unis d'Amérique (USP-NF) depuis les années 1980.